# Fabijan Krslovic
Fabijan Krslovic (Liverpool, 23 giugno 1995) è un cestista australiano.